# Caumont-sur-Garonne

Caumont-sur-Garonne este o comună în departamentul Lot-et-Garonne din sud-vestul Franței. În 2009 avea o populație de 620 de locuitori.

## Evoluția populației
| An        | 1975 | 1982 | 1990 | 1999 | 2006 | 2009 |
| --------- | ---- | ---- | ---- | ---- | ---- | ---- |
| Populație | 408  | 462  | 503  | 545  | 586  | 620  |